# Sahtryine
Sahtryine (àrab: السحتريين, as-Saḥtriyyīn; amazic estàndard marroquí: ⵙⴰⵃⵜⵔⵢⵢⵉⵏ, Saḥtryyin) és una comuna rural de la província de Tetuan, a la regió de Tànger-Tetuan-Al Hoceima, al Marroc. Segons el cens de 2014 tenia una població total de 8.036 persones.